# 양기주
양기주(梁基住, 1940년 2월 15일 ~ )는 대한민국의 배우 겸 방송 제작자이다. 영화 1987년 《외계에서 온 우뢰매 전격 쓰리 작전》으로 출연하였다.

## 영화 작품

### 스틸
- 깊은 슬픔 (Deep Sorrow) 1997년
- 축제 (Festival) 1996년
- 금홍아 금홍아 (My Dear KumHong) 1995년
- 피아노가 있는 겨울 (Piano in the Winter) 1995년
- 태백산맥 (The Tae Beak Mountains) 1994년
- 화엄경 (The Avatamska Sutra) 1993년
- 차이나타운 2 (China Town 2) 1993년
- 서편제 (Seopyonje) 1993년
- 참견은 노~ 사랑은 오예~ (Lovs is Oh Yeah!) 1993년
- 째즈빠 히로시마 (Jazz Bar Hiroshima) 1992년
- 장군의 아들 3 (The General's Son 3) 1992년
- 인생이 뭐 객관식 시험인가요 (Life Isn't Multiple Choice Test) 1992년
- 경마장 가는 길 (The Road To Race Track) 1991년
- 비개인 오후를 좋아하세요 (Do You Like the Afternoon After the Rain?) 1991년
- 성숙한 외출 (A Mature Outing) 1991년
- 장군의 아들 2 (The General's Son 2) 1991년
- 달빛타는 여자 (The Woman Who Rides the Moonlight) 1991년
- 변신전자 트랜스 토디 (Morph Warrior Trans and Toady) 1991년
- 무릎 위의 여자 (A Woman Over the Kness) 1991년
- 이조 여인숙명사 청상계 (The Fates of the Women of Yi Dynasty) 1991년
- 나를 보라 아메리카 (Look At Me America) 1991년
- 젊은 날의 초상 (Portrait Of the Days Youth) 1991년
- 심형래의 쫄병군단 (Shim Hyang Rae's Little Soldiers) 1990년
- 꼭지딴 (Ggok Ji Ddan) 1990년
- 장군의 아들 (The General's Son) 1990년
- 오세암 (Oh Sae Am) 1990년
- 꿈 (The Dream) 1990년
- 로보트 태권V 90 (Robot Teakwon V) 1990년
- 경찰+칠득이와 너털도사 (The Police, Chil duk and Buddhist Monk, Neo-tel) 1990년
- 아제 아제 바라아제 (Aje Aje Bara Aje) 1989년
- 슈퍼 홍길동 3 (Super Hong Gil Dong 3) 1989년
- 서울텍사스 서울공주 (Seoul Princess) 1989년
- 우리들의 친구 파워 5 (Our Friend, Power 5) 1989년
- 삼토스와 댕기똘이 (Samtos and Dori with Braids) 1989년
- 그 후로도 오랫동안 (Shock Continues Long) 1989년
- 제3세대 우뢰매 6 (Third Generation Wuroi Mae 6) 1989년
- 장미속의 살모사 (Sal Mo Sa Among the Roses) 1989년
- 개그맨 (Gagman) 1989년
- 바이오맨 (Bio Man) 1989년
- 공초도사와 슈퍼 홍길동 (High Priest Kong-Cho And Super Hong Kil Dong 2) 1988년
- 사방지 (Sabangji) 1988년
- 뉴머신 우뢰매 5 (New Machine Wuroi mae 5) 1988년
- 어른들은 몰라요 (Grown ups Just Don't Understand) 1988년
- 업 (Karma) 1988년
- 오성군 한음군 (Oh Seong And Han Eum) 1988년
- 슈퍼 홍길동 (Super Hong Gil Dong) 1988년
- 우뢰매 4탄 썬더V 출동 (Wuroi mae And Mobilization of Thunder-V) 1987년
- 두 여자의 집 (The Home of Two Women) 1987년
- 우리는 지금 제네바로 간다 (We Are Going To Geneva Now) 1987년
- 외계에서 온 우뢰매 전격 쓰리 작전 (Blitz of Wuroi mae from Outer Space) 1987년
- 영점구일칠 (Subconsciousness) 1987년
- 동녀 (The Maiden) 1987년
- 레테의 연가 (Lethe's Love Song) 1987년
- 바람부는 날에도 꽃은 피고 (Flower Blooms Even on a Windy Day) 1987년
- 성춘향 (Sung Chun Hyang) 1987년
- 미미와 철수의 청춘스케치 (Springtime of Mimi and Cheol-Su) 1987년
- 고속도로 (Highway) 1987년
- 외계에서 온 우뢰매 2 (Wuroi mae From Outer Space 2) 1986년
- 단 (Dan Martinal Arts) 1986년
- 외계에서 온 우뢰매 (Wuroi mae From Outer Space) 1986년
- 천사 늪에 잠들다 (Sleeping in a Swamp of Angels) 1986년
- 내시 (Eunuch) 1986년
- 뽕 (Mulberry) 1986년
- 그대 있어야 할 자리에 (At The Place You Need to Be) 1985년
- 여왕벌 (Queen Bee) 1985년
- 돌아이 (Dol Ai) 1985년
- 오싱 (Ohsing) 1985년
- 장남 (The Oldest Son) 1985년
- 사대소림사 (The Fourth Largest Shalin Temple) 1984년
- 울지 않는 호랑이 (The Tiger That Doesn't Cry) 1984년
- 차이나타운 (China Town) 1984년
- 바람타는 여자 (Man Who Rides The Wind) 1983년
- 추적 (The Prusuit) 1983년
- 사랑만들기 (Making a Love) 1983년
- 연인들의 이야기 (A Story About Lovers) 1983년
- 이름없는 여자 (The Woman Without A Mame) 1983년
- 소애권 (Soae Fighting Skill) 1983년
- 여자는 비처럼 남자를 적신다 (Women Wet Men Like Rain) 1983년
- 사룡사 (Saryong Temple) 1983년
- 소문십이방 (Twelve Heroes) 1983년
- 여자 대장장이 (The Woman Blacksmith) 1983년
- 어둠의 딸들 (Daughters of Darkness) 1982년
- 외팔이 여신용 (The One Armed Yeo Shin Yong) 1982년
- 최인호의 야색 (Choi In ho's Evening Color) 1982년
- 13월의 연정 (The Tender Passion of the Thirteenth Month) 1982년
- 화순이 (Hwa Sun) 1982년
- 관 속의 드라큐라 (Dracula In a Coffin) 1982년
- 애권 (Ae Kwon) 1982년
- 여애권 (Woman's Martinal Arts) 1982년
- 소림관 지배인 (Manager of the Shaolin Hall) 1982년
- 여애권 (Woman's Martinal Arts) 1982년
- 조용한 방 (Quiet Room) 1982년
- 춘색호곡 (The Wail in Spring) 1982년
- 팔대취권 (Paldaechi Fighting Skill) 1981년
- 두 아들 2 (Two Sons) 1981년
- 두 처녀 (Chil Ji Su) 1981년
- 도시로 간 처녀 (The Maiden Who Went To the City) 1981년
- 그 사랑 한이 되어 (Love Becomes Bitterness) 1981년
- 돌아온 용쟁호투 (The Return of the Great Fighter) 1981년
- 내 이름 쌍다리 (My Name is 'Twin Legs') 1981년
- 하얀미소 (White Smile) 1981년
- 최인호의 병태만세 (Choi In Ho's Hooray for Byung Tae) 1980년
- 비천권 (Flying Martinal Arts) 1980년
- 통천노호 (Tong Chun's Roar) 1980년
- 물보라 (Water Flake) 1980년
- 소권 (So Kwon Martinal Arts) 1980년
- 마음 약해서 (Weak Mind) 1980년
- 갑자기 불꽃처럼 (Sudden Flame) 1980년
- 애권 (Aekwon Fighting Skill) 1980년
- 밤의 여자 (Admiration of Nights) 1980년
- 달려라 만석아 (Man Suk, Run!) 1980년
- 영원한 유산 (Eternal Inheritance) 1980년
- 내가 버린 남자 (The Man I Left) 1979년
- 내일 또 내일 (Tomorrow After Tomorrow) 1979년
- 내가 버린 남자 (The Man I Left) 1979년
- 꽃띠 여자 (Flower Woman) 1979년
- 단짝 (Best Friend) 1979년
- 신궁 (Divine Bow) 1979년
- 나팔수 (The Trumpeter) 1979년
- 축 총각졸업 (End of the Wlid Days) 1979년
- 꽃순이를 아시나요 (Do You Know Kotsuni?) 1979년
- 천하무적 (Invincible) 1979년
- 부초 (Floating Plants) 1978년
- 죽음의 다섯 손가락 (Five Fingers of Death) 1978년
- 십이대천왕 (Twelve Martinal Arts) 1978년
- 파천신권 (Pachun Martial Arts) 1978년
- 대동강 출신 (He is From Dae Dong River) 1978년
- 슬픔이 파도를 넘을 때 (When Sadness Takes Over a Wave) 1978년
- 소림사 목련도사 (Master Mokryun) 1978년
- 낭화비권 (Nang Hwa Secret Martinal Arts) 1978년
- 여수 (The Loneliness of the Journey) 1978년
- 칠협팔의 (Seven Swordmen And Eight Righteous Men) 1978년
- 정무문 (Jeongmu Martial Arts) 1977년
- 고가 (The Old Manor) 1977년
- 소림사 흑표 (Heuk Pyo of Shaolin Temple) 1977년
- 소림사 무협문 (Righteous Fighter) 1977년
- 소림통천문 (Shaolin Tongchun Martial Arts) 1977년
- 화려한 외출 (A Splendid Outing) 1977년
- 맹룡노호 (Ferocious Dragon' Rage) 1977년
- 사대독자 (Only Son For Four Generations) 1977년
- 사생문 (Gate of Life of Death) 1977년
- 별 3형제 (The Three Close Tears) 1977년
- 귀문의 왼발잽이 (Noble Warrior) 1977년
- 대적수 (The Big Opponent) 1977년
- 무명객 (Mission Ginseng) 1977년
- 산불 (Forest Fire) 1977년
- 야행 (Night Journey) 1977년
- 옥중녀 (Woman In Jail) 1976년
- 대의 (Great Cause) 1976년
- 국제경찰 (International Police) 1976년
- 친구 사이야 (We Are Friends) 1976년
- 설중매 (Seol Jung Mae) 1976년
- 수제자 (The Best Disciple) 1976년
- 여수 대탈옥 (Great Escape of Women Prisoners) 1976년
- 돌아온 팔도강산 (Return to Fatherland, Korea) 1976년
- 마지막 밤의 탱고 (Tango On The Last Night) 1976년
- 영노 (Fury of Soul) 1976년
- 7인의 말괄량이 (Seven Tomboys) 1976년
- 왕룡 (Wang Yong) 1976년
- 영자의 전성시대 (Yeong Ja's Heydays) 1975년
- 죽음의 승부 (Mortal Battle) 1975년
- 왜 그랬는가 (Why Did I Do That?) 1975년
- 춘자의 사랑이야기 (Chun Ja's Love Story) 1975년
- 낮과 밤의 두 황제 (Two Emperors of Day And Night) 1975년
- 빨간 구두 (Red Shoes) 1975년
- 지옥의 초대장 (Invitation From Hell) 1975년
- 탈출 (Escape) 1975년
- 서북청년 (A Northwest Youth) 1975년
- 미스 영의 행방 (Where Is Miss Young?) 1975년
- 파라문 (Pa Ra Moon) 1975년
- 창수의 전성시대 (Chang Su's Heydays) 1975년
- 독사 (A Viper) 1975년
- 청춘극장 (Story Of The Youth) 1975년
- 잊을수는 없겠지 (The Unforgetables) 1974년
- 황홀 (Ecstasy) 1974년
- 뱃고동 (A Boat Whistle) 1974년
- 토지 (The Earth) 1974년
- 출세작전 (Strategy for Success) 1974년
- 후계자 (The Successor) 1974년
- 70인의 여죄수 (70 Women Prisoners) 1974년
- 악마의 제자들 (Pupils of the Evil) 1974년
- 삼각의 함정 (A Triangular Trap) 1974년
- 의처소동 (Trouble of Morbid Suspicion wife' chastity) 1974년
- 위험한 사이 (Dangerous Relations) 1974년
- 묘녀 (Myonyeo) 1974년
- 젊은 교차로 (Young Crossroad) 1973년
- 요화 배정자 (Bae Jeong Ja, A Femme Fatale) 1973년
- 일요일의 손님들 (Guests on Sunday) 1973년
- 수절 (Fidelity) 1973년
- 엄마 결혼식 (Mammy's Wedding) 1973년
- 꼬마신랑의 한 (Resented Spirit of Baby Bride Groom) 1973년
- 나 혼자 못산다 (I Can't live Alone) 1973년
- 죽어서 말하는 여인 (A Woman who told in Her Death) 1973년
- 어머님 용서하세요 (Frogive Me, Mother) 1973년
- 협기 (Hyeobgi) 1973년
- 밀녀 (Diary of a Dabauchee) 1972년
- 며느리의 한 (Resentment of Daughter in law) 1972년
- 논개 (Non Gae, The Kisaeng) 1972년
- 나와 나 (Me, Myself And I) 1972년
- 일본 해적 (Japanese Pirate) 1972년
- 해벽 (Sea Walls) 1972년
- 0시 (The Midnight Sun) 1972년
- 없어도 의리만은 (Trust, at Least Trust) 1972년
- 04시 1950 (4 o' clock, Nineteen fifty) 1972년
- 잘 살아다오 내 딸들아 (Please Be Happy, My Daughters) 1972년
- 옥녀의 한 (Ok Nyeo's Resentment) 1972년
- 동창생 (Cell Mates) 1972년
- 맹인 대협객 (The Blind Swordsman) 1972년
- 무녀도 (A Shaman's Story) 1972년
- 설로혈로 (Snow Road And Blood Road) 1971년
- 이복 3형제 (Three Half Brothers) 1971년
- 어느 여대생 사형수 (Which Female College Student Death Row) 1971년
- 공포의 황금부두 (The Golden Harbor in Horror) 1971년
- 첫정 (The First Love) 1971년
- 분례기 (Bun Rae's story) 1971년
- 사나이 가슴에 비가 내린다 (It rains on the Heart of a Man) 1971년
- 타이페이 삼만리 (30,000 Leagues in Taipei Looking fo Mother) 1971년
- 춘향전 (The Story of ChunHyang) 1971년
- 옥합을 깨뜨릴 때 (When the Jewel Bos is Broken) 1971년
- 말썽난 총각 (Bachelor in Trouble) 1971년
- 내 아들아 (My Son) 1971년
- 원한의 두 꼽추 (The Two Revengeful Hunchbacks) 1971년
- 잃어버린 계절 (The Lost Season) 1971년
- 쌍벌한 (Tragic Death of Ambition) 1971년
- 용검풍 (Wind of Justice) 1971년
- 처복 (Not a Good Wife) 1971년
- 내 아내여 (My Wife) 1971년
- 독나비 (Poisonous Betterfly) 1971년
- 석양의 하르빈 (Harbin at Sunset) 1970년
- 복수의 마검 (The Magic Sword of Revenge) 1970년
- 아빠엄마 오래사세요 (We Wish You a long life, Dad And Mom!) 1970년
- 팔도노랭이 (Top Misers) 1970년
- 상해의 방랑자 (A Wanderer in Shanghai) 1970년
- 신부일기 (The Bride's Diary) 1970년
- 동경의 밤하늘 (Night of Tokyo) 1970년
- 돌아온 방랑자 (The Return of the Wanderer) 1970년
- 쌍태양 (Twin Suns) 1970년
- 비전 (Sad Palace Court) 1970년
- 해변의 정사 (Affair On the Beach) 1970년
- 소문난 구두쇠 (The Notorious Miser) 1970년
- 여자가 화장을 지울 때 (When a Woman Removes Her Make Up) 1970년
- 방의 불을 꺼주오 (Please Turn Off the Light) 1970년
- 비내리는 명동거리 (The Rainy Myungdong street) 1970년
- 지하실의 7인 (7 People in the Cellar) 1969년
- 돌아온 선창 (A Returned Singer) 1969년
- 후취댁 (The Second Wife) 1969년
- 필살의 검 (Sword) 1969년
- 허무한 마음 (Empty Heart) 1969년
- 아파트의 연인 (Woman is Apartment) 1969년
- 특등비서 (Top Secretary) 1969년
- 겨울부인 (Winter Woman) 1969년
- 마지막 편지 (The Last Letter) 1969년
- 고원 (A Plateau) 1969년
- 흑진주 (Black Peral) 1969년
- 암살자 (Assassin) 1969년
- 전하 어디로 가시나이까 (Destiny of My Load) 1969년
- 무정한 검객 (A Heartless Swordsman) 1969년
- 창 (Window) 1969년
- 요절복통 일망타진 (Laughable Sweeping) 1969년
- 봄봄 (Spring, Spring) 1969년
- 언제나 타인 (Always Stranger) 1969년
- 동경의 왼손잡이 (A Left Hander in Tokyo) 1969년
- 부인행차 (March of a Wife) 1969년
- 영 (Yeong) 1968년
- 어머니는 강하다 (Mother is Strong) 1968년
- 대검객 (Great Swordsman) 1968년
- 젊은 느티나무 (A Young Zelkova) 1968년
- 장군의 수염 (The General's Mustache) 1968년
- 맨발의 영광 (Glory of Barefoot) 1968년
- 방울대감 (Bell Daegam) 1968년
- 악몽 (Nightmare) 1968년
- 몽땅 드릴까요 (I Will Give You Everything) 1968년
- 일본인 (A Japanese) 1968년
- 흐느끼는 백조 (Sobbing Swan) 1968년
- 동경특파원 (Correspondent in Tokyo) 1968년
- 이층집 새댁 (A Bride on the Second Floor) 1968년
- 빙우 (Hail) 1967년
- 문정왕후 (The Queen Moonjeong) 1967년
- 내한을 풀어다오 (Revnege for Me) 1967년
- 인조방정 (Injo Restoration) 1967년
- 어느 기생며느리 (A Giseng Daughter in law) 1967년
- 까치 소리 (Sound of Maqpies) 1967년
- 산불 (Flame In the Valley) 1967년
- 엘레지와 여왕 (The Queen of Elegy) 1967년
- 고발 (Accusation) 1967년
- 뜨거운 안녕 (Tearful Farewell) 1967년
- 안개낀 초원 (A Misty Grassland) 1967년
- 삼천포 아가씨 (A Girl From Samcheonpo) 1966년
- 눈물젖은 왕관 (A Tear Soaked Crown) 1966년
- 스파이 제5전선 (The 5th Frontline of Spy) 1966년
- 법창을 울림 옥이 (Oki Makes a Judge Cry) 1966년
- 땅 (Earth) 1966년
- 워키힐에서 만납시다 (Let's Meet at Walkerhill) 1966년
- 요화 배정자 (Enchantress Bae Jeong Ja) 1966년
- 목단등 (A Ghost Story) 1964년
- 진성여왕 (Queen Jinseong) 1964년
- 보고싶은 얼굴 (My Dear) 1964년
- 육체의 고백 (The Body Confession) 1964년
- 소만국경 (The Border Between Russia & Manchuria) 1964년
- 배만 나오면 사장이냐 (Are All Potbellied People Presidents?) 1964년
- 여장부 (The Brave Women) 1964년
- 대지의 성좌 (Stars On The Earth) 1963년
- 처와 그 여인 (The Wife And The Women) 1963년
- 한양에서 온 성춘향 (Seong Chun Hyang From Hanyang) 1963년
- 사명당 (Samyeongdand) 1963년
- 팔검객 (The Eight Swordmen) 1963년
- 내일의 태양 (The Sun of Tomorrow) 1962년
- 평양기생 기월향 (Gyewolhyang) 1962년
- 불가사리 (Starfish) 1962년
- 운명의 골짜기 (Valley of Fate) 1962년
- 여자의 일생 (Life of A Woman) 1962년
- 정조 (Chastity) 1961년
- 장희빈 (Lady Jang) 1961년
- 그리운 얼굴 (A Beloved Face) 1960년
- 그대 목소리 (Your Voice) 1960년
- 청춘극장 (A Youth Theater) 1959년
- 마인 (The Devil) 1957년
- 단종애사 (The Tragedy of King Dan Jong) 1956년

### 출연
- 외계에서 온 우뢰매 전격 쓰리 작전 (Blitz of Wuroi mae from Outer Space) 1987년 - 백 박사 역